# Laura Schlessinger

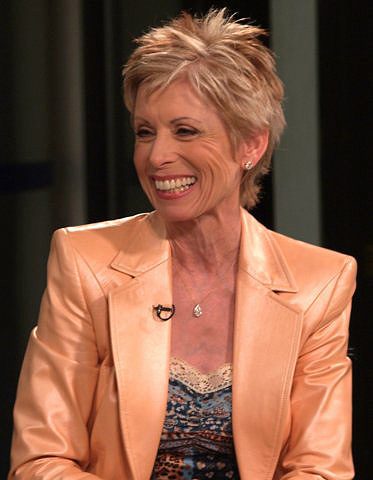
Laura Schlessinger im Jahr 2006

Laura Catherine Schlessinger (* 16. Januar 1947 in Brooklyn) ist eine US-amerikanische Autorin und langjährige Radiomoderatorin.

## Werdegang
Schlessinger studierte an der Stony Brook University, promovierte an der Columbia University in Manhattan im Fach Physiologie und unterrichtete an den Universitäten University of Southern California (USC) University of California, Los Angeles, (UCLA), University of California in Irvine, USC, und Pepperdine University das Fach Ehe, Familie und Kinderbetreuung. Ihr Vater Monroe (Monty) Schlessinger stammt aus einem jüdischen Elternhaus, hatte sich aber vom Glauben entfernt. Ihre Mutter ist Yolanda Ceccovini Schlessinger mit italienisch-katholischen Vorfahren. Schlessinger hat eine elf Jahre jüngere Schwester. Mit ihrem Mann Lewis G. Bishop hat Laura Schlessinger im Alter von 38 Jahren nach revidierter Empfängnisverhütungs-Sterilisation ihren Sohn Deryk Schlessinger (* 1985) geboren.

## Radiomoderatorin
Schlessinger begann 1974 als regelmäßige Mitarbeiterin eines Talk-Radio-Formates in Kalifornien. In der Folge bekam sie eigene Sendungen in lokalen Rundfunkstationen und ab 1979 eine wöchentliche Call-in-Show am Sonntagabend auf einem regionalen Sender in Santa Ana. In den 1980er Jahren übernahm sie Vertretungen in täglichen Sendungen und bekam schließlich einen dauerhaften täglichen Sendeplatz. Seit 1994 wird das Format in den ganzen USA an Rundfunkanstalten verkauft. Schlessinger ist an der Produktionsgesellschaft ihrer Sendung beteiligt, die Verbreitung übernimmt Premiere Networks, die Syndication-Tochtergesellschaft von iHeart Media. Ihre Radioshow erreicht heute ca. 8 Millionen Hörer über 275 angeschlossene Radiosender. Vor einigen Jahren sind es 470 Stationen gewesen.
Ihre Arbeit als Radiomoderatorin ist weltweit umstritten. In ihren Radioshows gibt sie Ratschläge aus rechtskonservativer Sicht. Bücher von ihr standen auf der Bestsellerliste der New York Times. Ihr letztes und erfolgreichstes Buch The Proper Care and Feeding of Husbands (deutsch: Angemessene Pflege und Fütterung von Ehemännern) charakterisiert Inhalt und Zielrichtung ihrer Radioshows. Sie selbst sieht ihre Radioprogramme als „Mentales Gesundheitsprogramm“. Schlessinger gilt als Kritikerin von liberalen Auffassungen zu den Themen Sex, Abtreibung, Pornographie, alleinerziehende Mütter, Selbstmord, Prostitution, Ehescheidungen, Homosexualität, Tagesbetreuung von Kindern, Doppelverdiener, arbeitstätige Frauen, außereheliche Beziehungen, Zusammenleben ohne Trauschein, Verhütung, Wiederverheiratung nach Scheidung, Peergroup-Dating, Adoption nur für heterosexuelle Familien mit nicht arbeitenden Müttern, geplante Schwangerschaften, Psychologie.
Im August 2010 reagierte Schlessinger in der Sendung mit rassistischen Bemerkungen auf eine wegen rassistischer Anfeindungen hilfesuchende Anruferin, was massive Kritik hervorrief. Die schwarze Anruferin berichtete darüber, dass die Freunde ihres weißen Ehemannes sich rassistisch äußern und das „N-Wort“ verwenden. Schlessinger antwortete, dass die von der Anruferin genannten Beispiele nicht rassistisch seien, und sagte im Laufe des fünfminütigen Gesprächs elf Mal „Nigger“. Auf die Kritik der Anruferin entgegnete Schlessinger: „Wenn Sie so überempfindlich wegen Hautfarbe sind und keinen Sinn für Humor haben, dann sollten Sie nicht außerhalb Ihrer Rasse heiraten.“ Eine größere Zahl an Rundfunksendern nahm ihre Show aus dem Programm. Sie gab daraufhin bekannt, ihre zum Jahresende 2010 auslaufenden Verträge nicht zu verlängern und sich aus dem Rundfunk zurückzuziehen.

## Religiosität
Schlessinger konvertierte 1996 zum jüdischen Glauben. 1998 konvertierte die ganze Familie zu einer orthodoxen Glaubensrichtung des Rabbiners Reuven P. Bulka aus Ottawa. Ihre Radiosendungen werden aus ihrer Heimatstadt Santa Barbara in Kalifornien übertragen. Der lokale Rabbi Moshe D. Bryski soll sie in Fragen von Ethik und Moral beraten haben. Im Jahr 2003 brach sie mit der Religion und sprach in radioübertragenen Monologen von ihren Schwierigkeiten mit Gott und von Neid auf das gute Verhältnis zu Gott ihrer christlichen Anhänger.

## Veröffentlichungen

### Bücher
Bücher zur Lebenshilfe
- Ten Stupid Things Women Do to Mess Up Their Lives, Februar 1994
- Ten Stupid Things Men Do to Mess Up Their Lives, September 1997
  - portions repackaged as Damsals, Dragons, and Regular Guys, März 2000
- Parenthood by Proxy: Don’t Have Them if You Can’t Raise Them, April 2000
  - repackaged as Stupid Things Parents Do to Mess Up Their Kids, Januar 2001
- Ten Stupid Things Couples Do to Mess Up Their Relationships, Januar 2001
- The Proper Care and Feeding of Husbands, Januar 2004
- Woman Power, Juli 2004 (Arbeitsbuch in Ergänzung zu Proper Care …)

Religiöse Bücher
- How Could You Do That?! The Abdication of Character, Courage, and Conscience, January 1996
- The Ten Commandments: The Significance of God’s Law in Our Everydays Lives with Rabbi Stuart Vogel, September 1999

Kinderbücher
zusammen mit Martha Lewis Lambert illustriert von Dan McFeely
- Why Do You Love Me? April 1999
- But I Waaaaaaaant It! April 2000
- Growing Up is Hard, April 2001
- Where's God? April 2003

Zitate
- “I brought my son up to be a warrior” (deutsch: „Ich hab meinen Sohn zum Krieger erzogen“)
- “I think what he’s doing is so important, and so noble, that I’m willing to face what I need to face. I’m so proud to have produced someone with such character – willing to put his life on the line.” (deutsch: „Ich denke, dass das, was er tut, so wichtig und so nobel ist, dass ich bereit bin mich dem zu stellen, was ich durchhalten muss. Ich bin so stolz, jemanden mit einem solchen Charakter hervorgebracht zu haben. Er ist willens, sein Leben aufs Spiel zu setzen.“)

### Zeitschriften und Aufsätze
- einige Jahre publizierte Schlessinger das sechzehnseitige Farbmagazin The Dr. Laura Perspective, eingestellt
- bis heute veröffentlicht Schlessinger Kolumnen, die von vielen Zeitungen und Zeitschriften übernommen werden, so Jewish World Review, für das ein Online-Archiv existiert.
- eine monatliche Kolumne erscheint von Schlessinger in der World Net Daily.

## Sekundärliteratur
- Vikie L. Bane: Dr. Laura: The Unauthorized Biography. Thomas Dunne Books, August 1999, ISBN 0-312-20530-9.